# برسية حرجية
برسية حرجية (الاسم العلمي:Gnaphalium sylvaticum) هي نوع من النباتات تتبع جنس البرسية من الفصيلة النجمية.